# Entephria acyana
Entephria acyana là một loài bướm đêm trong họ Geometridae.